# 김영하 (1878년)
김영하(金榮夏, 1878년 9월 19일 ~ 1920년 4월 1일)는 김용상 (1858년) 선생의 제자이자 조카로서 경술국치 이후 대한의 국권회복을 위해 1917년 전남 일대의 자산가들을 대상으로 독립운동자금 모금 활동을 전개하였던 대한민국의 독립운동가이다.

## 생애

### 독립운동자금 모금 활동
경술국치 이후 국권회복을 위해 기회를 모색하던 중 1917년경 뜻을 같이하는 김교락(金敎洛)·양재홍(梁在鴻)·문재교(文在敎)·정동근(鄭東根)·고성후(高成厚) 등과 동지적 결합을 맺고 우선 독립운동에 필요한 군자금 모집활동을 폈다. 이후 이들은 나주(羅州)·함평(咸平)·화순·순천(順天) 등 주로 전남지역에서 자산가들을 대상으로 1년여동안 십여 차례에 걸쳐 천여원의 군자금을 수합하면서 조직을 확대해 갔다. 그러던 중 일경에 피체되어 1918년 12월 광주지방법원에서 징역 10년형을 언도받고 항소했으나 1919년 3월 대구복심법원에서 10년형이 확정되어 옥고를 치렀다.

## 경력
대한광복회 단원

## 서훈
건국포장(1980년)
건국훈장 애국장(1990년)

## 가족 관계
김용상 (1858년) 숙부